# Шемберг, Самуэл
Самуэл Шемберг (порт. Samuel Schemberg; 12 сентября 1925, Рио-де-Жанейро — июль 2005, Рио-де-Жанейро) — бразильский ватерполист, полевой игрок. Участник летних Олимпийских игр 1952 года, серебряный призёр Панамериканских игр 1951 года

## Биография
Самуэл Шемберг родился 23 июля 1925 года в бразильском городе Рио-де-Жанейро.
Играл в водное поло за «Ботафого» из Рио-де-Жанейро. В его составе становился чемпионом штата Рио-де-Жанейро.
В 1951 году в составе сборной Бразилии завоевал серебряную медаль ватерпольного турнира Панамериканских игр в Буэнос-Айресе.
В 1952 году вошёл в состав сборной Бразилии по водному поло на летних Олимпийских играх в Хельсинки, поделившей 13-16-е места. Играл в поле, провёл 2 матча.
Также занимался академической греблей, также представлял «Ботафого».
Умер в июле 2005 года. Кремирован 12 июля 2005 года, прах захоронен на кладбище Кажу в Рио-де-Жанейро.